# Selemon Barega
Selemon Barega Shirtaga (ur. 20 stycznia 2000 w Gurage) – etiopski lekkoatleta specjalizujący się w biegach długich, mistrz olimpijski, wicemistrz świata oraz halowy mistrz świata.
Mistrz świata juniorów w biegu na 5000 metrów z 2016 roku oraz mistrz świata juniorów młodszych w biegu na 3000 metrów z 2017 roku. Złoty medalista świata w biegach przełajowych w klasyfikacji drużynowej juniorów (2017), a także brązowy w klasyfikacji drużynowej seniorów (2019). Podczas Mistrzostw Świata w Lekkoatletyce 2019 zdobył srebrny medal w biegu na 5000 metrów. Na Letnich Igrzyskach Olimpijskich 2020 rozgrywanych w Tokio zwyciężył w biegu na 10 000 m mężczyzn, zdobywając złoty medal olimpijski.

## Rezultaty
| Rok  | Impreza                                   | Miejsce   | Konkurencja          | Pozycja     | Wynik    |
| ---- | ----------------------------------------- | --------- | -------------------- | ----------- | -------- |
| 2016 | Mistrzostwa świata juniorów               | Bydgoszcz | bieg na 5000 m       | 1. miejsce  | 13:21,21 |
| 2017 | Mistrzostwa świata w biegach przełajowych | Kampala   | juniorzy – 8 km      | 5. miejsce  | 23:03    |
| 2017 | Mistrzostwa świata w biegach przełajowych | Kampala   | juniorzy – drużynowo | 1. miejsce  | 17 pkt.  |
| 2017 | Mistrzostwa świata juniorów młodszych     | Nairobi   | bieg na 3000 m       | 1. miejsce  | 7:47,16  |
| 2017 | Mistrzostwa świata                        | Londyn    | bieg na 5000 m       | 5. miejsce  | 13:35,34 |
| 2019 | Mistrzostwa świata w biegach przełajowych | Aarhus    | seniorzy – 10,240 km | 5. miejsce  | 32:16    |
| 2019 | Mistrzostwa świata w biegach przełajowych | Aarhus    | seniorzy – drużynowo | 3. miejsce  | 46 pkt.  |
| 2019 | Mistrzostwa świata                        | Doha      | bieg na 5000 m       | 2. miejsce  | 12:59,70 |
| 2021 | Igrzyska olimpijskie                      | Tokio     | bieg na 10 000 m     | 1. miejsce  | 27:43,22 |
| 2022 | Halowe mistrzostwa świata                 | Belgrad   | bieg na 3000 m       | 1. miejsce  | 7:41,38  |
| 2022 | Mistrzostwa świata                        | Eugene    | bieg na 5000 m       | 12. miejsce | 13:19,62 |
| 2022 | Mistrzostwa świata                        | Eugene    | bieg na 10 000 m     | 5. miejsce  | 27:28,39 |
| 2023 | Mistrzostwa świata w biegach przełajowych | Bathurst  | bieg seniorów        | 12. miejsce | 30:16    |
| 2023 | Mistrzostwa świata                        | Budapeszt | bieg na 10 000 m     | 3. miejsce  | 27:52,72 |
| 2024 | Halowe mistrzostwa świata                 | Glasgow   | bieg na 3000 m       | 3. miejsce  | 7:43,64  |
| 2024 | Igrzyska olimpijskie                      | Paryż     | bieg na 10 000 m     | 7. miejsce  | 26:44,48 |

## Rekordy życiowe
- bieg na 3000 metrów (stadion) – 7:26,28 (17 września 2023, Eugene)
- bieg na 3000 metrów (hala) – 7:25,82 (6 lutego 2024, Toruń) 5. wynik w historii światowej lekkoatletyki
- bieg na 5000 metrów (stadion) – 12:43,02 (31 sierpnia 2018, Bruksela), rekord świata juniorów, 10. wynik w historii światowej lekkoatletyki
- bieg na 10 000 metrów (stadion) – 26:34,93 (14 czerwca 2024, Nerja)